# Allianz Gewaltfrei leben
Die Allianz Gewaltfrei leben ist ein Zusammenschluss österreichischer Zivilgesellschaftsorganisationen und Opferschutzeinrichtungen. Der Name sowie das Logo leiten sich von der Kampagne „Gewaltfrei leben zur Verhinderung von Gewalt an Frauen und Kindern“ ab. Die Allianz wurde 2016 gegründet und entstand durch die Zusammenarbeit der Mitgliederorganisationen bei der Erstellung des Schattenberichts zur Umsetzung des Übereinkommens des Europarats zur Verhütung und Bekämpfung von Gewalt gegen Frauen und häuslicher Gewalt (auch „Istanbulkonvention“).

## Ziele und Tätigkeiten
Die Allianz hat es sich zur Aufgabe gemacht, die Umsetzung der Istanbulkonvention zu unterstützen, die Empfehlungen des Europarat – Expertinnenkomitees (GREVIO – Group of Experts on Action against Violence against Women and Domestic Violence) zu verbreiten sowie die vollständige Implementierung der Konvention in Österreich voranzutreiben.

## Mitgliederorganisationen
Die Allianz leben besteht neben Einzelpersonen aus folgenden Mitgliederorganisationen:
- Afrikanische Frauenorganisation
- Asylkoordination Österreich
- Beratungsstelle DIVAN der Caritas GrazSeckau
- Beratungszentrum für Migranten und Migrantinnen
- Bundesverband der Gewaltschutzzentren/Interventionstellen
- Die Möwe – Kinderschutzzentren
- Homosexuelle Initiative Wien – HOSI
- Ludwig Boltzmann Institut für Menschenrechte
- Ninlil – Empowerment und Beratung für Frauen mit Behinderung
- Österreichischer Frauenring
- Verein Autonome Österreichische Frauenhäuser
- Verein LEFÖ – Beratung, Bildung und Begleitung für Migrantinnen
- Verein menschen.leben
- WITAF
- *peppa Mädchenzentrum der Caritas Wien
- Arbeitsgruppe opferschutzorientierte Täterarbeit
- Asylzentrum Wien der Caritas
- Bund der Autonomen Frauenberatungsstellen bei sexueller Gewalt Österreich – BAFÖ
- BAG-OTA
- Caritas Wien
- Frauenberatungsstelle bei sexueller Gewalt Steiermark Beratungsstelle TARA
- maiz – Autonomes Zentrum von & für Migrantinnen
- MITEINANDER LERNEN – Birlikte Öğrenelim – Beratungs-, Bildungs- und Psychotherapiezentrum für Frauen, Kinder und Familien
- Netzwerk österreichischer Frauen- und Mädchenberatungsstellen
- Orient Express
- Peregrina – Bildungs-, Beratungs- und Therapiezentrum für Immigrantinnen
- Verein Efeu
- Bund der Autonomen Frauenberatungsstellen bei sexueller Gewalt Österreich
- WEISSER RING
- WIDE – Entwicklungspolitisches Netzwerk für Frauenrechte und feministische Perspektiven
- Zentrum polis – Politik lernen in der Schule
- Zusammenschluss Österreichischer Frauenhäuser